# Alchemilla babiogorensis
Alchemilla babiogorensis är en rosväxtart som beskrevs av Pawl.. Alchemilla babiogorensis ingår i släktet daggkåpor, och familjen rosväxter. Inga underarter finns listade i Catalogue of Life.